# Manden indeni
|  | Denne artikel er oprettet af botten PalnaBot ud fra en ekstern database. Den kan derfor have sproglige fejl eller mangler. Denne skabelon kan fjernes efter kontrol af indholdet. |

Manden indeni er en kortfilm fra 1989 instrueret af Jens Loftager efter manuskript af Jens Loftager, Carsten Sønder.

## Handling
Den lille forældreløse Andreas blev opdraget af narkogangsteren Leschly, og som voksen prøver han nu at flygte fra stedfaderens beskidte verden, men det viser sig at være næsten umuligt.